# OVW Hardcore Championship
El OVW Hardcore Championship o Campeonato Violento de la OVW fue un campeonato de lucha libre profesional, de corta vida. El campeonato fue parte del territorio de entrenamiento de la  WWE, Ohio Valley Wrestling. El título fue creado el 2000 y retirado el 2001.
En vez de que este campeonato fuera representado por una correa convencional, era representado por un tarro de basura.
Trailer Park Trash fue el primer campeón y Randy Orton el último. 

## Lista de campeones
| Luchador:          | Reinado N°: | Derrotó a:            | Fecha:                | Lugar:                  |
| Trailer Park Trash | 1           | Flash Flanagan        | 23 de junio de 2000   | Louisville, Kentucky    |
| Mr. Black          | 1           | Trailer Park Trash    | 17 de octubre de 2000 | Louisville, Kentucky    |
| Randy Orton        | 1           | Mr. Black             | 14 de febrero de 2001 | Jeffersonville, Indiana |
| Flash Flanagan     | 1           | Randy Orton           | 24 de marzo de 2001   | Jeffersonville, Indiana |
| Randy Orton        | 2           | Flash Flanagan        | 5 de mayo de 2001     | Jeffersonville, Indiana |
| Abandonado         | N/A         | Sin dar motivo alguno | 2001                  | N/A                     |

## Mayor cantidad de reinados
- 2 veces: Randy Orton.